# Van Leo
Van Leo, nascut Levon Alexander Boyadjian, (20 de novembre de 1921 - 18 de març de 2002) va ser un fotògraf armenoegipci que va esdevenir conegut pels seus autoretrats nombrosos i pels seus retrats de celebritats del seu temps. Nascut a Turquia de pares armenis, Levon Boyadjian arriba a Egipte el 1924, l'any que la família s'estableix a Zagazig. El 1927 els Boyadjian es traslladen al Caire, on Van Leo es farà un nom que li permetrà viure durant més de 57 anys del seu art i ser reconegut arreu de la ciutat com el mestre del retrat fotogràfic. Va traspassar el 2002, després d'haver tancat el seu estudi i d'haver donat la major part de la seva col·lecció a la Universitat Americana del Caire, com també a la Fundació Àrab per a la Imatge (Beirut). L'any 2000 va rebre el Premi Príncep Claus per l'obra de tota la seva vida.